# Thorectes variolipennis
Thorectes variolipennis är en skalbaggsart som beskrevs av Sylvain Auguste de Marseul 1876. Thorectes variolipennis ingår i släktet Thorectes och familjen tordyvlar. Inga underarter finns listade i Catalogue of Life.